# Sleziník

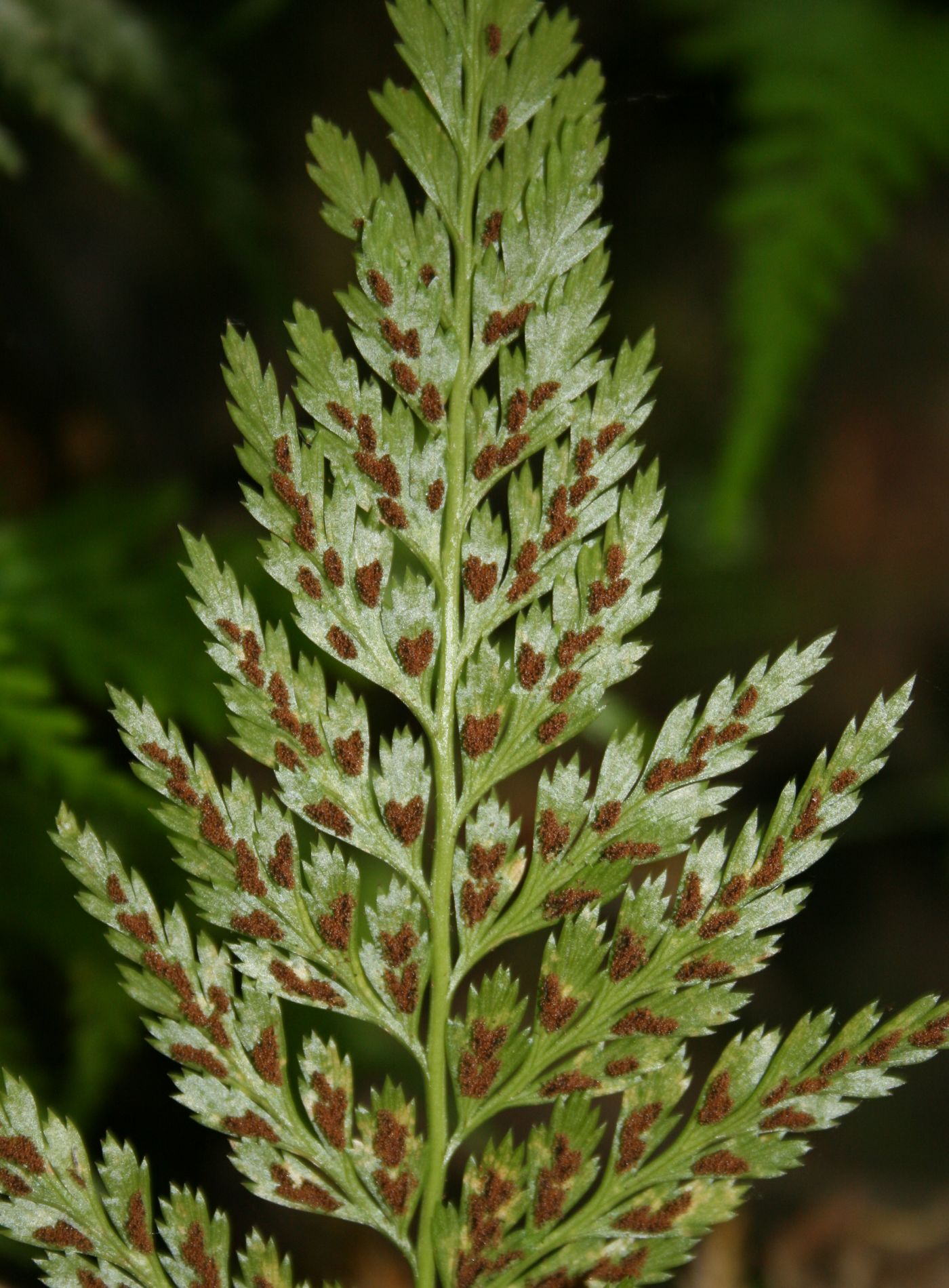
List s výtrusnicemi

Sleziník (Asplenium) je rozsáhlý rod kapradin z čeledi sleziníkovité, v jeho širokém pojetí je rozeznáváno okolo 700 druhů a je nejrozsáhlejším rodem leptosporangiátních kapradin. Jsou rozšířeny téměř kosmopolitně po celém světě, několika druhů roste i v tropech. Na území Evropy je známo asi 50 druhů a v České republice asi 9. Některé stálezelené druhy se používají jako okrasné rostliny.

## Ekologie
Velký počet druhů a globální rozšíření naznačují i pestrost podmínek, ve kterých se rostliny vyskytují. Mnohé rostou ve vlhkém a trvale zastíněném prostředí, jiným nevadí plné oslunění. Obdobně je tomu i u požadavků na vlastnosti půdy, které se mohou odlišovat i v rámci jednotlivého druhu; příkladem je v ČR hojně rozšířený sleziník červený, jehož jeden poddruh roste výhradně na kyselých půdách a druhý pouze na zásaditých.

## Popis
Sleziníky jsou kapraďorosty rostoucí v zemině či skalních štěrbinách, vzácně i epifyticky. Vyrůstají z vodorovného nebo vystoupavého, krátkého, šupinatého a bohatě kořenujícího oddenku. Vzpřímené nebo téměř vzpřímené listy rostou v hustém trsu, plodné listy bývají vyšší než sterilní a někdy i odlišně tvarované. Často křídlaté listové řapíky mají jeden nebo dva protilehle otočené cévní svazky. Čepele listů bývají různotvaré, od jednoduchých až po čtyřnásobně zpeřené a mají na listech znatelné žilky. Podlouhlé výtrusnicové kupky bývají na jednom lístku po čtyřech až šesti a jsou kryté bělavými, celokrajnými ostěrami. Spory jsou zploštěné, eliptické až ledvinovité, nadzemní gametofyt je zelený.

## Taxonomie
V rozrůznění sleziníků hrají velkou roli hybridizace, polyploidizace i aloploidizace. Nejčastěji se vyskytují druhy diploidní, které jsou alogamické a rozmnožují se sexuálně. Méně časté jsou druhy tetraploidní, ty jsou autogamické (schopné samooplození) a mohou se tak rozšiřovat rychleji. Vzájemná, někdy mnohonásobná propojení mají za následek nízký počet determinačních znaků, často jsou kvantitativní povahy a lze je určit jen mikroskopicky. To vede k nejasnostem v příbuznosti a znejisťuje hodnotu jednotlivých taxonů.
Na rod sleziník je nyní nahlíženo jako na široký rod s několika podrody, které byly v minulosti hodnoceny jako samostatné rody. V české přírodě to jsou např. podrody Asplenium L. (sleziník), Ceterach DC. (kyvor) a Phyllitis Hill (jelení jazyk).
V České republice vyrůstají tyto druhy sleziníků:
- sleziník netíkovitý (Asplenium adiantum-nigrum L.)
- sleziník nepravý (Asplenium adulterinum Milde)
- sleziník hadcový (Asplenium cuneifolium Viv.)
- sleziník routička (Asplenium ruta-muraria L.)
- sleziník severní (Asplenium septentrionale (L.) Hoffm.)
- sleziník červený (Asplenium trichomanes L.)
- sleziník zelený (Asplenium viride Huds.)
- jelení jazyk celolistý (Asplenium scolopendrium (L.) Newman, syn. Phyllitis scolopendrium (L.) Newman)
- kyvor lékařský (Asplenium ceterach L., syn. Ceterach officinarum Willd.)

Vyskytují se také hybridy:
- Asplenium ×alternifolium Wulfen (A. septentrionale × A. trichomanes)
- Asplenium ×clermontae Syme (A. ruta-muraria × A. trichomanes)
- Asplenium ×poscharskyanum (H. Hoffm.) Preissm. (A. adulterinum × A. viride).[1][4][5]

## Význam
Některé stálezelené, exotické, epifytické druhy, např. Asplenium antiquum a Asplenium dimorphum nebo terestrický Asplenium nidus, se pěstují a osazují se jimi subtropické skleníky. Evropské druhy, např. jelení jazyk celolistý a sleziník červený bývají zase součástí okrasných zahrad a parků.

## Galerie

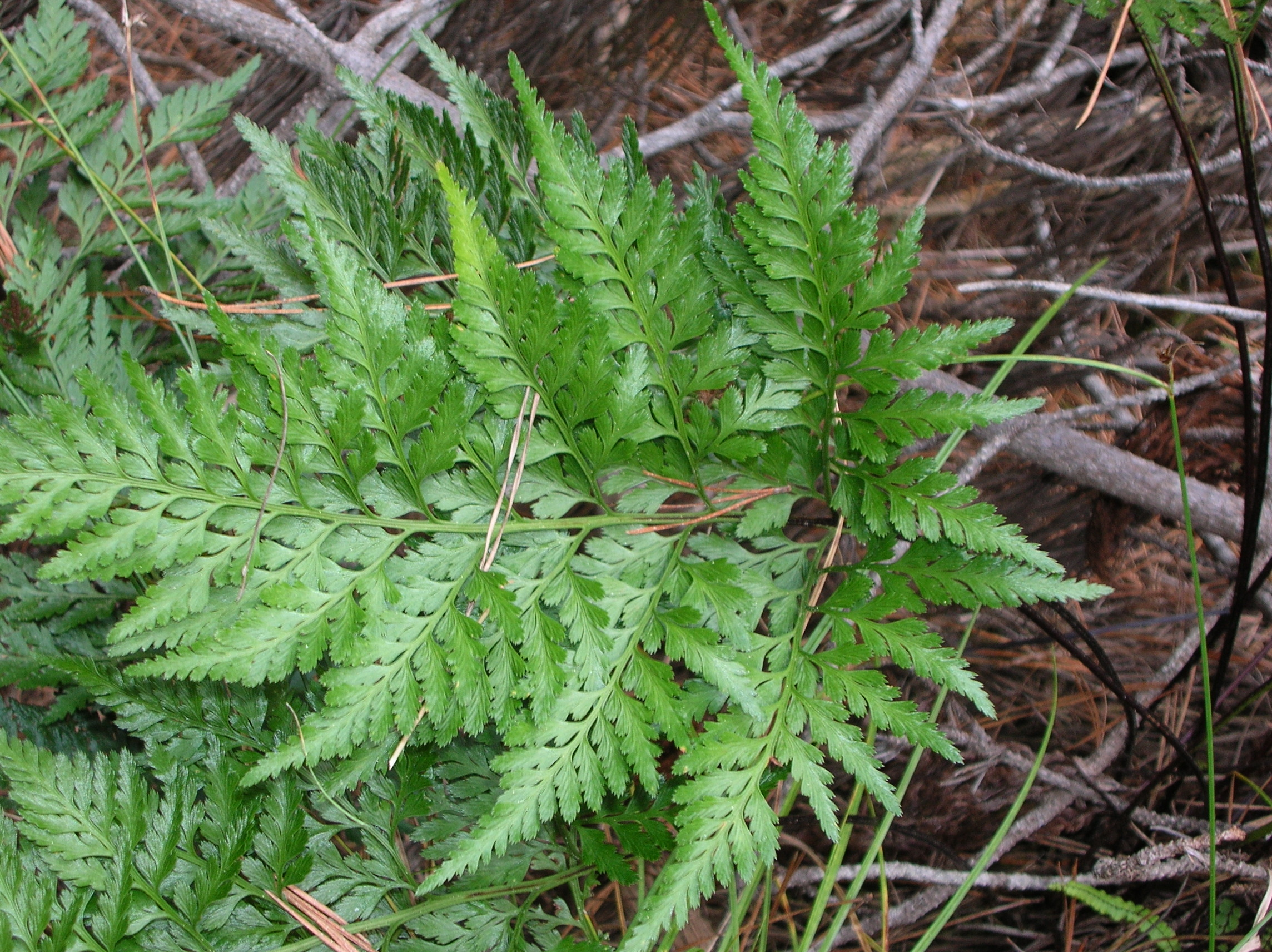
Sleziník netíkovitý
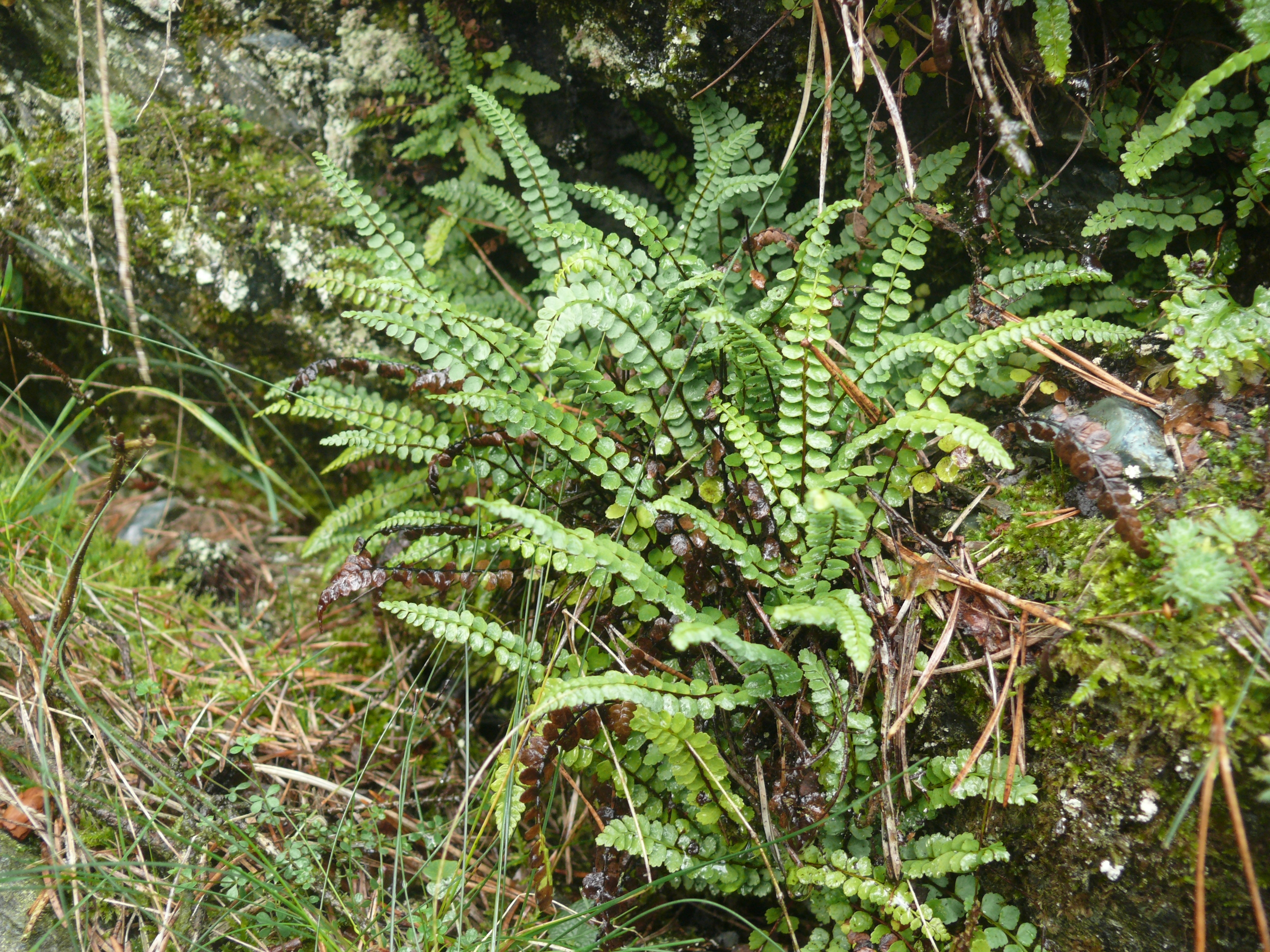
Sleziník nepravý
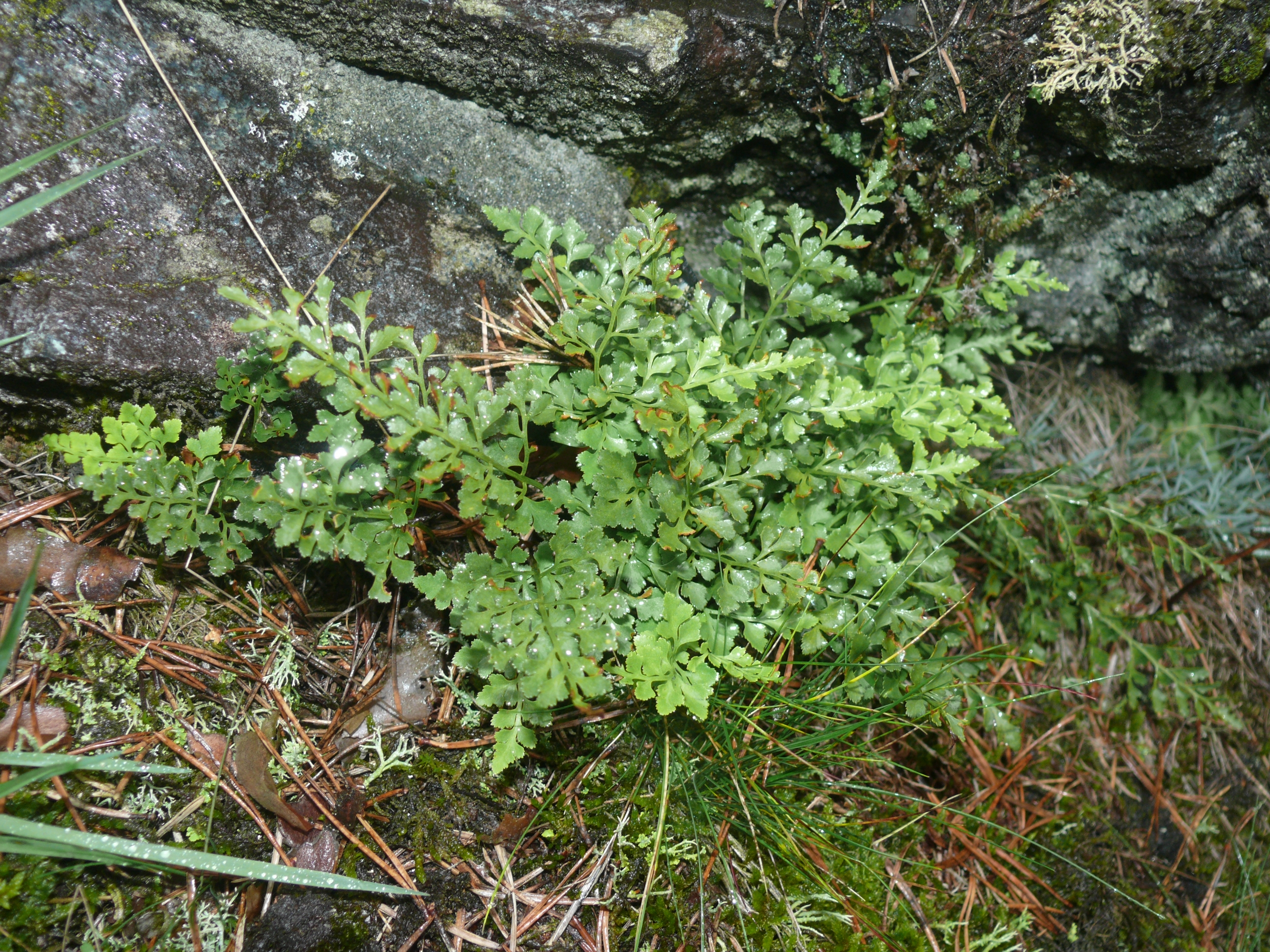
Sleziník hadcový
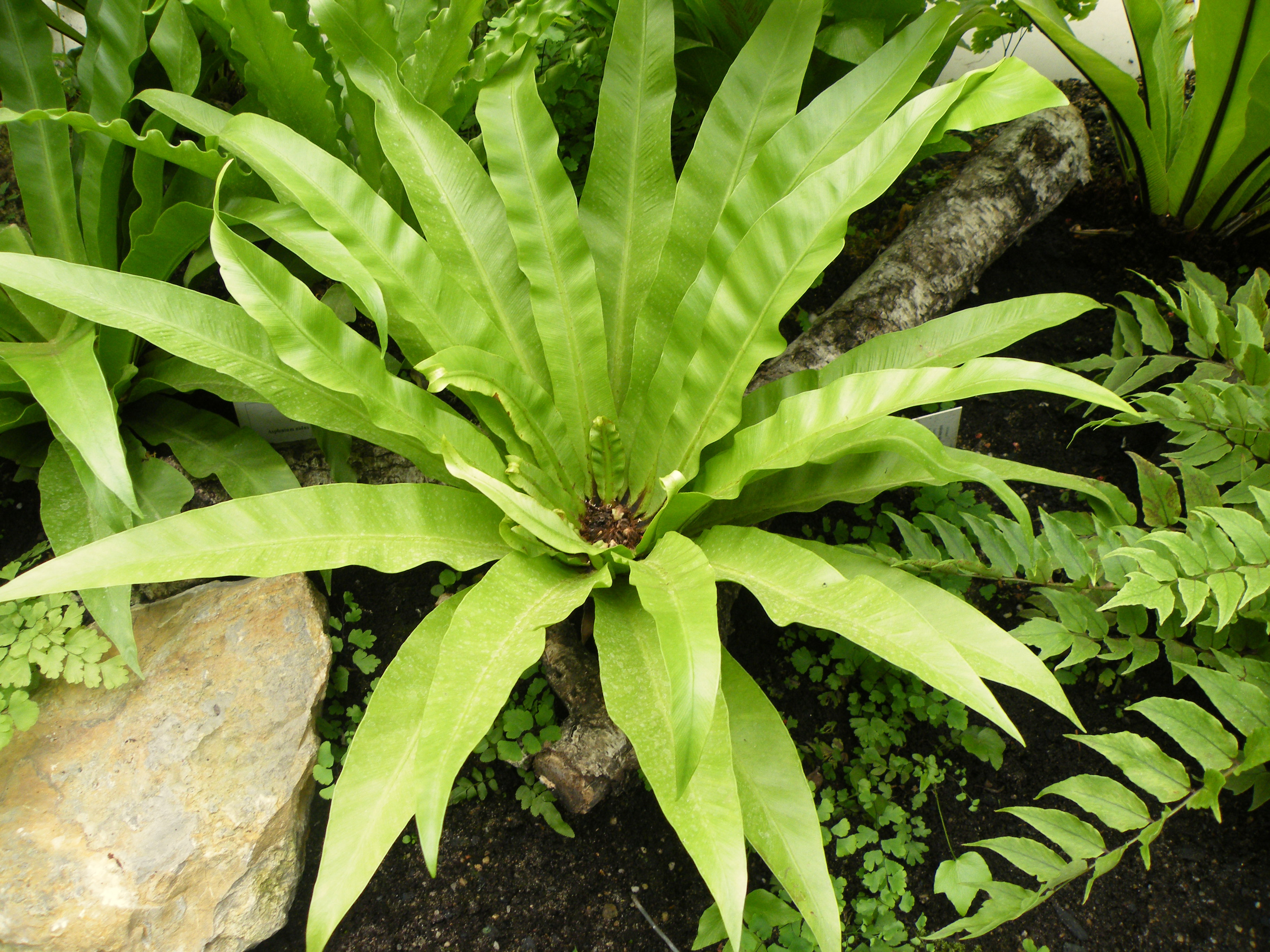
Sleziník hnízdovitý
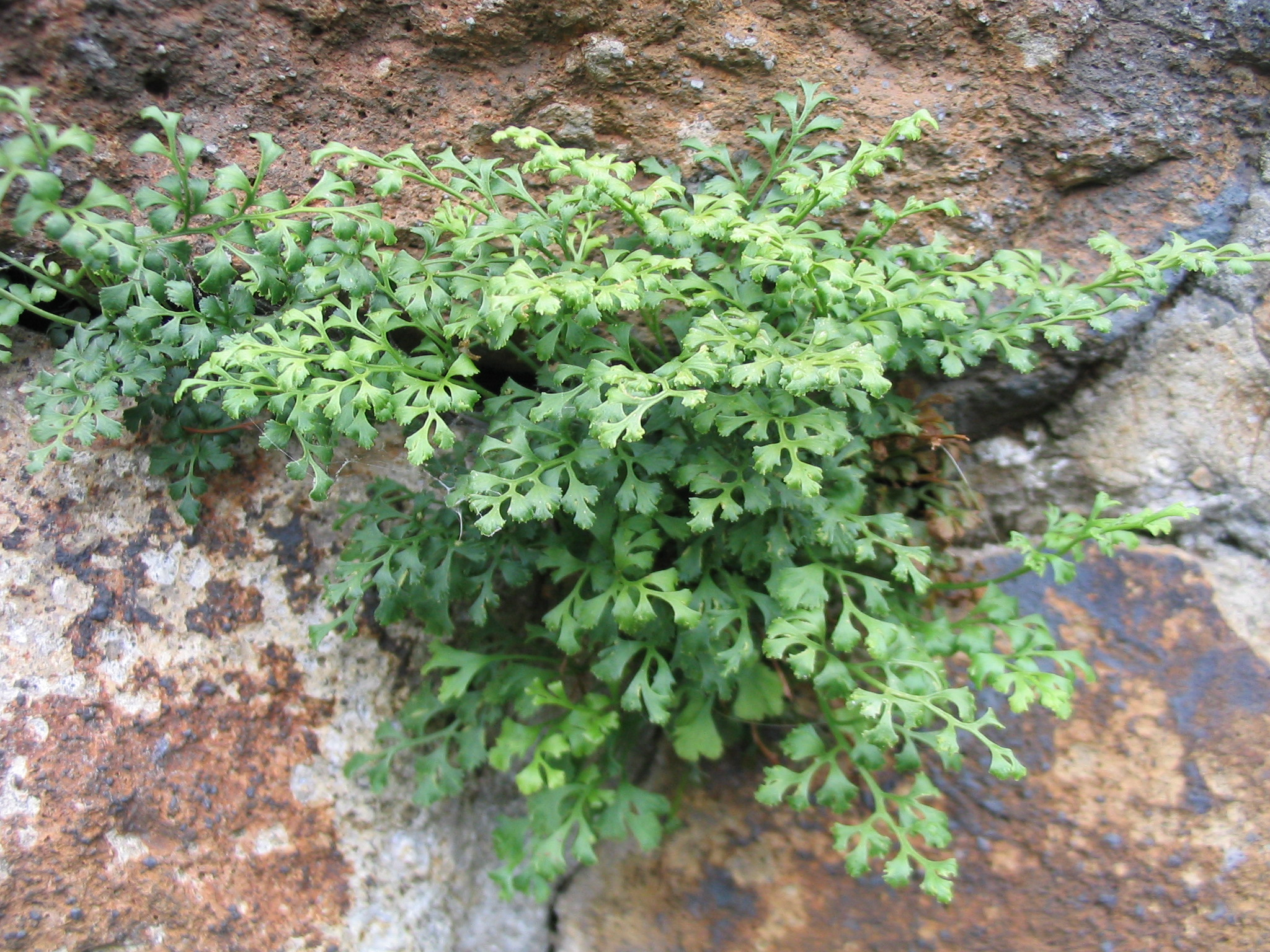
Sleziník routička
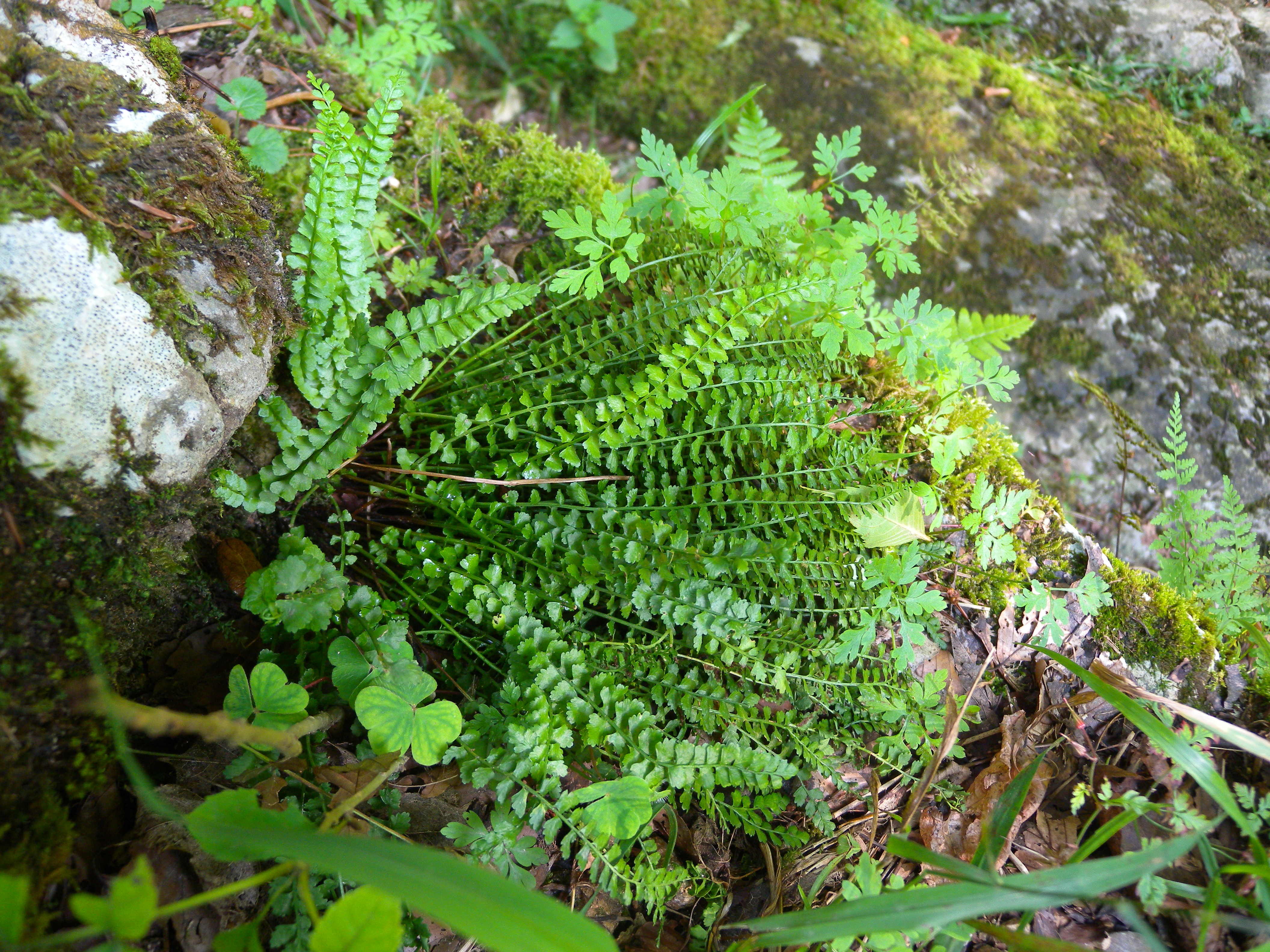
Sleziník zelený